# Tom Bateman
Thomas Jonathan Bateman (Oxford; 15 de marzo de 1989) es un actor británico conocido por haber interpretado a Giulano Medici en Da Vinci’s Demons.

## Biografía
Se graduó de la prestigiosa escuela London Academy of Music and Dramatic Art "LAMDA", de donde fue galardonado con la prestigiosa beca Leverhulme para el año 2009-2011.

## Carrera
Tom apareció como invitado en un episodio de la última temporada de la exitosa serie de espías británica Spooks donde interpretó a Yefim Morosov.
En 2013 se unió al elenco de la serie Da Vinci's Demons donde interpretó al joven italiano y encantador Giuliano Medici que disfruta de los despojos que trae su posición mientras que le deja a su hermano mayor Lorenzo Medici (Elliot Cowan) la carga del liderazgo, hasta el último episodio de la primera temporada después de que su personaje fuera asesinado por los enemigos de su familia los Pazzi. Tom aparece en algunos episodios de la segunda temporada la cual fue estrenada en 2014.
Ese mismo año apareció como personaje recurrente de la serie The Tunnel donde interpretó al periodista Danny Hillier, quien es asesinado por Kieran Ashton (James Frain) luego de que este activara una bomba.
En 2014 apareció como invitado en la miniserie The Honourable Woman donde interpretó al agente Greene. La serie fue protagonizada por los actores Maggie Gyllenhaal, Stephen Rea, Lindsay Duncan y Janet McTeer.
En 2018 aparecerá en la película Hard Powder donde dará vida a un peligroso gánster. 
Esta oficialmente comprometido con la actriz Daisy Ridley desde fines del año 2019, se conocieron en el rodaje de Murder On The Orient Express y desde entonces están juntos.

## Filmografía[5]

### Series de televisión
| Año             | Título                | Personaje              | Notas                        |
| --------------- | --------------------- | ---------------------- | ---------------------------- |
| 2023            | Based on a True Story | Matt Pierce            | 8 episodios                  |
| 2021            | Behind Her Eyes       | David                  | 6 episodios - miniserie      |
| 2018 - presente | Vanity Fair           | Rawdon Crawley         | 6 episodios - miniserie      |
| 2018            | Into the Dark         | Wilkes                 | 1 episodio: The body - serie |
| 2016            | Cold Feet             | Justin Parker          | 2 episodios                  |
| 2015            | Jekyll & Hyde         | Dr. Robert Jekyll/Hyde | 10 episodios - miniserie     |
| 2014            | The Honourable Woman  | Agente Greene          | 2 episodios - miniserie      |
| 2013 - 2014     | Da Vinci's Demons     | Giuliano de Medici     | 10 episodios                 |
| 2013            | The Tunnel            | Danny Hillier          | 6 episodios                  |
| 2013            | Unforgettable         | Bibliotecario          | episodio "Maps & Legends"    |
| 2011            | Spooks                | Yefim Morosov          | episodio # 10.2              |
| -               | Helicopter Missions   | Chris Parry            | -                            |

### Películas
| Año  | Título                       | Personaje       | Notas                                                                                                 |
| ---- | ---------------------------- | --------------- | --- |
| 2022 | Death on the Nile            | Sr. Bouc        | |
| 2022 | Trece vidas                  | Chris Jewell    | |
| 2017 | Murder on the Orient Express | Sr. Bouc        | |
| 2017 | Snatched                     | James           | junto a Amy Schumer y Goldie Hawn                                                                     |
| 2017 | B&B                          | Marc            | |
| 2015 | Saw                          | Charlie         | corto - junto a Amrou Alkadhi, Jacqueline Purkess y Lucy Eaton                                        |
| 2015 | Creditors                    | Michael Redmane | junto a Christian McKay, Andrea Deck, Ben Cura, Ania Sowinski, Simon Callow y Samuel West             |
| 2015 | Experimenter                 | Cavett          | junto a Taryn Manning, Winona Ryder, Kellan Lutz, Vondie Curtis-Hall, Peter Sarsgaard y Anton Yelchin |

### Teatro
| Año         | Obra                           | Personaje                          | Director (a)     | Teatro                 | Notas                                  |
| ----------- | ------------------------------ | ---------------------------------- | ---------------- | ---------------------- | -------------------------------------- |
| 2015 - 2016 | The Winter's Tale-Harlequinade | Florizel                           | -                | Garrick Theatre        | junto a Kenneth Branagh y Judi Dench   |
| 2014        | Shakespeare In Love            | Will Shakespeare                   | Declan Donnellan | Coward Theatre         | junto a David Oakes y Ian Bartholomew  |
| 2013        | Lizzie Siddal                  | Dante Gabriel Rosetti              | Lotte Wakeham    | Arcola Theatre         | junto a Daniel Crossley y Simon Darwen |
| 2012        | The Duchess of Malfi           | Antonio                            | Jamie Lloyd      | Old Vic Theatre        | junto a Eve Best y Harry Lloyd         |
| 2011        | Much Ado about Nothing         | Claudio                            | Josie Rourke     | Wyndhams Theatre       | junto a Catherine Tate y David Tennant |
| 2008        | Hedda Gabler                   | Eilert Loevborg                    | Rachel Johnson   | Tomahawk Theatre       | junto a Susanne Sheehy                 |
| -           | Lion in Winter                 | -                                  | Trevor Nunn      | Theatre Royal          | junto a Robert Lindsay                 |
| -           | Cabaret                        | Clifford                           | Stephen Jameson  | LAMDA                  | -                                      |
| -           | Coriolanus                     | Coriolanus                         | Rodney Cottier   | LAMDA                  | -                                      |
| -           | A Prayer for Owen Meany        | Harold Crosby/Jefe Pike/Dr. Dolder | John Baxter      | LAMDA                  | -                                      |
| -           | The Cherry Orchard             | Lopakhin                           | Penny Cherns     | LAMDA                  | -                                      |
| -           | The Innocent Mistress          | Charles Beaumont                   | Tina Marian      | LAMDA                  | -                                      |
| -           | The Merchant of Venice         | Antonio/Morocco                    | John Bashford    | LAMDA                  | -                                      |
| -           | The White Devil                | Cardenal Monticelso                | Colin Cook       | LAMDA                  | -                                      |
| -           | The Hypochondriac              | Beline                             | Katie Goodwin    | LAMDA                  | -                                      |
| -           | The Important of Being Earnest | Algernon                           | Rachel Johnson   | Tomahawk Theatre       | -                                      |
| -           | Much Ado About Nothing         | Don Pedro                          | John Hoggarth    | National Youth Theatre | -                                      |